# 솔로몬해

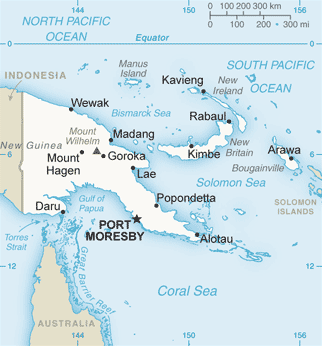

솔로몬해(Solomon Sea)는 태평양에 위치한 바다로, 파푸아뉴기니와 솔로몬 제도 사이를 흐른다. 뉴기니섬 동쪽에 위치하고 있으며 북쪽으로는 뉴브리튼섬, 동쪽으로는 솔로몬 제도, 남쪽으로는 산호해와 접한다. 제2차 세계 대전 때 이 곳에서 일본군과 연합군 사이에 많은 해전이 벌어지기도 했다.